# Przemysław Czajkowski
Przemysław Czajkowski (ur. 26 października 1988 we Wrocławiu) – polski lekkoatleta, specjalizujący się w rzucie dyskiem.

## Kariera
Międzynarodową karierę zaczynał od zajęcia 11. miejsca w mistrzostw świata juniorów młodszych (2005). W 2007 roku odpadł w eliminacjach podczas mistrzostw Europy juniorów. Piąty zawodnik młodzieżowego czempionatu Starego Kontynentu w Kownie (2009). Nie awansował do finału mistrzostw Europy w 2010. Wicemistrz uniwersjady z 2011. Reprezentant Polski w zimowym pucharze Europy w rzutach.
W 2010 roku wywalczył brązowy medal mistrzostw Polski seniorów, rok później został mistrzem kraju, a w 2012 został srebrnym medalistą mistrzostw Polski. Ma na koncie medale akademickich mistrzostw Polski, młodzieżowych mistrzostw kraju oraz mistrzostw Polski juniorów.

## Rekordy życiowe
- rzut dyskiem – 65,61 m (12 maja 2012, Łódź[2]) – 4. wynik w historii polskiej lekkoatletyki

## Osiągnięcia
| Rok  | Impreza                               | Miejsce   | Pozycja           | Wynik |
| ---- | ------------------------------------- | --------- | ----------------- | ----- |
| 2005 | Mistrzostwa świata juniorów młodszych | Marrakesz | 11. miejsce       | 49,87 |
| 2007 | Mistrzostwa Europy juniorów           | Hengelo   | el. – 15. miejsce | 53,29 |
| 2008 | Zimowy puchar Europy w rzutach        | Split     | 5. miejsce        | 56,08 |
| 2009 | Zimowy puchar Europy w rzutach        | Teneryfa  | 6. miejsce        | 55,11 |
| 2009 | Młodzieżowe mistrzostwa Europy        | Kowno     | 5. miejsce        | 57,58 |
| 2010 | Mistrzostwa Europy                    | Barcelona | el. – 13. miejsce | 61,97 |
| 2011 | Uniwersjada                           | Shenzhen  | 2. miejsce        | 63,62 |
| 2012 | Mistrzostwa Europy                    | Helsinki  | el. – 12. miejsce | 62,22 |
| 2012 | Igrzyska olimpijskie                  | Londyn    | el. – 22. miejsce | 61,08 |
| 2015 | Światowe wojskowe igrzyska sportowe   | Mungyeong | 10. miejsce       | 54,74 |